# Empoasca reducta
Empoasca reducta är en insektsart som beskrevs av Irena Dworakowska 1972. Empoasca reducta ingår i släktet Empoasca och familjen dvärgstritar. Inga underarter finns listade i Catalogue of Life.